# Lophostoma carrikeri
Lophostoma carrikeri е вид бозайник от семейство Американски листоноси прилепи (Phyllostomidae).

## Разпространение
Видът е разпространен в Южна Америка. Среща се в Боливия, Бразилия, Колумбия, Гвиана, Перу, Суринам и Венецуела.